# Joerisse Cexome
Joerisse Cexome (19 gennaio 1990) è un calciatore francese, centrocampista del Magenta e della Nazionale neocaledoniana.

## Carriera

### Club
Nel 2016, dopo aver militato al Ne Drehu, si trasferisce al Lössi. Nel 2017 viene acquistato dal Magenta.

### Nazionale
Ha debuttato in Nazionale il 26 marzo 2016, nell'amichevole Vanuatu-Nuova Caledonia (2-1). Ha messo a segno la sua prima rete con la maglia della Nazionale il 1º giugno 2016, in Nuova Caledonia-Samoa (7-0). Ha partecipato, con la Nazionale, alla Coppa delle nazioni oceaniane 2016.